# Scipione Breislak
Pour les articles homonymes, voir Breislak.
Scipione Breislak (né le 17 août 1748 à Rome et mort le 15 février 1826  à Turin) est un géologue italien.

## Biographie
Après des études de philosophie et de théologie, il se distingue en mathématiques et devient professeur de mathématiques et de physique à Raguse, puis professeur de physique au Collegio Nazareno de Rome. Ami de Chaptal, Fourcroy et Cuvier, il est nommé en 1802, inspecteur des poudres et salpêtres du royaume d'Italie par Napoléon Ier.
Il a créé le premier musée de minéralogie de Rome que l'on peut encore visiter aujourd'hui. 

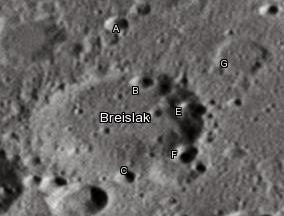
Le cratère lunaire Breislak

Un minéral porte son nom, le Breislakite, ainsi qu'un cratère.
Mort à Turin le 15 février 1826 à l'âge de 77 ans, Scipione Breislak est inhumé à Milan.

## Œuvres
- Saggio di osservazioni mineralogiche sulla Tolfa, Oriolo e Latera (1786)
- Essais sur la solfatare de Pouzzoles (1792)
- Voyages physiques et géologiques en Campanie (1801)
- Introduzione alla geologia (1811) (traduction française : Institutions géologiques (1818))
- Sulla giacitura di alcune rocce porfiritiche e granitose osservate nel Tirolo dal Sig. Conte Marzari-Pencati. Memoria Geognostica letta all’Imperial Regio Istituto di Lombardia (1821)
- Descrizione geologica della provincia di Milano (1822)
- Descrizione della Lombardia (1822)
- Sulle osservazioni fatte da alcuni celebri geologi posteriormente a quelle del Sig. conte Marzari intorno alla giacitura dé graniti nel Tirolo meridionale (1824)
- Osservazioni sopra i terreni compresi tra il lago Maggiore e quello di Lugano alla base meridionale delle Alpi (1838)